# Daniel Truhitte
Daniel Truhitte (Sacramento, 10 de setembro de 1943) é um ator americano, mais conhecido por seu trabalho como Rolfe no filme The Sound of Music e sua interpretação de Frances Louis no filme Missing Mackintosh. Frequentou o Colégio Embaixador em Pasadena, Califórnia.